# اینا یکم
اینا یکم (انگلیسی: Inih Effiong؛ زادهٔ ۲ مارس ۱۹۹۱) بازیکن فوتبال اهل بریتانیا است.
از باشگاه‌هایی که در آن بازی کرده‌است می‌توان به باشگاه فوتبال بارو اشاره کرد.